# 2024年の音楽
2024年の音楽（2024ねんのおんがく）では、2024年の世界の音楽業界や音楽活動の出来事をまとめる。
2023年の音楽 - 2024年の音楽 - 2025年の音楽

## 世界で最も売れたアーティスト

### IFPI Global Recording Artist of the Year[1]
1. テイラー・スウィフト
2. ドレイク
3. SEVENTEEN
4. ビリー・アイリッシュ
5. Stray Kids
6. ザック・ブライアン
7. ザ・ウィークエンド
8. エミネム
9. ケンドリック・ラマー
10. サブリナ・カーペンター

## 日本で活躍したアーティスト

### TOP ARTISTS 年間TOP10
集計期間：2023年11月27日 - 2024年11月24日（Billboard JAPAN）
1. Mrs. GREEN APPLE
2. back number
3. YOASOBI
4. Vaundy
5. Official髭男dism
6. Ado
7. Creepy Nuts
8. 米津玄師
9. King Gnu
10. あいみょん

## 世界の主な出来事
- 1月19日（現地時間）- 前年12月にアメリカ・ニューヨークで行われたロック歌手・マドンナの公演を巡り、観客2人が「公演開始が2時間以上遅れ、さらに終了時間も遅くなったため余分な出費を強いられた」として、この日までにマドンナ本人、および興行会社を相手取り、損害賠償を請求する訴訟を起こした[3]。今回の提訴に対し、マドンナ、および興行会社側は、全面的に争う姿勢を見せた[4]。
- 2月4日　第66回グラミー賞の授賞式が、アメリカ・カリフォルニア州ロサンゼルスで開催され、最優秀レコード賞はマイリー・サイラス「Flowers」、最優秀アルバム賞はテイラー・スウィフト『Midnights』、最優秀楽曲賞はビリー・アイリッシュ「What Was I Made For?」が受賞[5][6]。
- 5月11日 - ユーロビジョン・ソング・コンテスト2024決勝が、スウェーデン・マルメで行われ[7]、スイスのネモ・メトラーが優勝[8]。
- 8月3日 - ロックバンド・エアロスミスが、公式SNSにおいて、ボーカルのスティーヴン・タイラーの声帯損傷が回復しないことを理由に、ツアー活動からの引退を表明[9]。

## 国内の出来事（月別）
活動休止、解散、引退、退会（"卒業"）、グループ名変更などについては、この節ではなく、下記のほうにある「活動休止、解散、引退」に書き込むこと。

### 1月
- 1月1日 - 能登半島地震が発生。日本の各産業がさまざまな影響を受け、音楽業界も同様に影響を受けることになる。
- 1月11日 - 浜崎あゆみが、公式サイトにおいて、25周年ツアーの一環として今月20日・21日に予定していた石川県・福井県での公演を延期することを発表。能登半島地震の影響により、来場者の安全を確保することが困難なことを延期の理由とし、また、現地に負担をかけさせることは適切でないとした[10]。その後、3月24日に特別版として、4月23日に福井で、また、翌24日に石川でそれぞれ振替公演を実施することを公表した[11]。
- 1月13日
  - King Gnuが、京セラドーム大阪を皮切りに、バンドとしてデビューから史上最速となる全国5大ドームツアー「King Gnu Dome Tour『THE GREATEST UNKNOWN』」を開催[12]。
  - 4月末に閉店予定だった東京都渋谷区初台のライブハウス・WALLが、再開発計画の遅延により、閉店を延期したことを発表[13]。
- 1月25日
  - コンサートプロモーターズ協会ら9団体が、生成AIの利活用の枠組み実現に向けた検討や提言を行う「AIに関する音楽団体協議会」を設置することを発表[14]。
  - 建て替えに伴い、10月1日から使用休止に入る予定だった日比谷公園大音楽堂が、再整備にあたり民間事業者を公募したところ、応募がなかったため、都が設計や工事を実施することになり、使用休止期間が変更。使用期間が延長されることになった[15]。
- 1月27日 - 2013年より、岐阜県中津川市で行われてきたフェス「中津川 THE SOLAR BUDOKAN」が、本年は開催しないことを発表[16]。

### 2月
- 2月29日 - 宮城県仙台市青葉区にあるライブハウス・SENDAI CLUB JUNK BOXが、現店舗での営業を終了。移転先は未定[17]。

### 3月
- 3月18日 - 3月16日・17日の両日に大分県大分市の大分スポーツ公園にて開催された音楽イベント「ジゴロック2024 〜大分 "地獄極楽" ROCK FESTIVAL〜」を巡り、近隣から騒音についての苦情が相次いだことを受け、同日、主催者のテレビ大分は、公式サイトで「特に17日は、気象の影響により、会場から数キロ離れた地点にも音が響いていた」とし、続けて「近隣、および影響のあったエリアの皆様には大変申し訳ありませんでした。今回頂いた意見を元に、改善に務めて参ります」と謝罪した[18][19]。

### 4月
- 4月27日・28日 - Adoが、女性ソロアーティストとして初となる国立競技場でのワンマンライブを開催[20][21]。
- 月内 - 京都市下京区のライブハウス・磔磔が、開店50周年を迎える[22][23]。

### 5月
- 5月29日 - 千葉県船橋市に多目的アリーナ・LaLa arena TOKYO-BAYが開業[24]。

### 6月
- 6月8日・9日 - GLAYのデビュー30周年ライブ「GLAY EXPO」が、ベルーナドームにて開催[25]。
- 6月13日 - Mrs. GREEN APPLEが、同月12日にリリースした新曲「コロンブス」ミュージックビデオを巡り、公開直後から「人種差別をエンタメとして楽しんでいる」や「植民地主義に迎合している」などの批判が出たことを受け、ユニバーサルミュージックが急遽公開を取り止め、「事前確認が不十分だった」として謝罪。今回の騒動により、14日放送のテレビ朝日系『ミュージックステーション』での披露も中止され、別の楽曲に変更した他、17日放送のTBS系『CDTVライブ! ライブ!』の出演も見合わせた[26][27]。
- 6月17日 - 3月15日に放送したニッポン放送『鶴光の噂のゴールデンリクエスト』にて、ピンク・レディーの複数の曲の替え歌を放送したことを巡り、ニッポン放送は同日「歌詞の内容は余りにも低俗であり、公共の電波で流すには著しく不適切な内容であった」とした上で「往年の名曲を手掛けた作曲家の都倉俊一先生、並びに作詞家の阿久悠先生を始めとする関係者の方々、また番組出演者の皆様に多大なご迷惑、ご不便をお掛けした」と公式サイトで謝罪した[28]。
- 6月18日 - 藤井風「死ぬのがいいわ」が、アメリカレコード協会（RIAA）からゴールドディスクを授与された。日本語詞楽曲が同認定を受けるのは、米津玄師「KICK BACK」に次ぐ史上2度目[29]。
- 6月25日
  - サザンオールスターズが、同日付で、9月23日に茨城県ひたちなか市にて開催された「ROCK IN JAPAN FESTIVAL 2024 in HITACHINAKA」を最後に、夏フェスの出演を勇退することを発表。理由として「われわれ高齢者バンドにとって令和の夏は暑すぎる」と言明[30]。フェス当日は、5万人が会場に駆けつけ、全国332か所の映画館で行われたライブビューイングでは、155,000人が視聴した[31][32]。
- 6月28日 - 海蔵亮太が、前年4月より行っている毎週新曲配信の連続記録を63に更新し、「音楽アーティストによるデジタルシングルの連続リリース最多週数」でギネス世界記録を樹立し、同日、サンシャインシティ噴水広場で、認定証の授与式が行われた[33]。

### 7月
- 7月6日 - Mrs. GREEN APPLEが、ノエビアスタジアム神戸を皮切りに、スタジアムツアー「ゼンジン未到とヴェルトラウム 〜銘銘編〜」を開催。日本のバンド史上最年少でのスタジアムツアー開催となった[34]。
- 7月11日 - 日本のエレキギターメーカー・フェルナンデスが、同日までに事業を停止し、自己破産手続きの申し立てを弁護士に一任した。信用調査会社・東京商工リサーチによると、負債総額は約7億円[注釈 1]に上る[35][36][37]。その後、2025年7月9日付で東京地方裁判所から破産開始決定を受け倒産した[38]。
- 7月19日 - 2014年ごろから日本国外にあるサーバーを経由してアニメソングなど約3万曲の音源を違法にダウンロード可能としていた海賊版サイト「hikarinoakari.com」が、運営者情報の開示命令を受け、7月3日に自主閉鎖していたことをこの日、日本レコード協会が発表。同協会によると、2024年にサイトに訪れた全体の75%が、日本国外からのアクセスだったという[39]。
- 7月20日[注釈 2] - アメリカ合衆国・カリフォルニア州ロサンゼルスのドジャー・スタジアムにて開催されたドジャース対レッドソックス戦の試合前に、Creepy Nutsがライブパフォーマンスを行い「Bling-Bang-Bang-Born」「ビリケン」を披露した[40]。
- 7月24日 - 2020年に死去した俳優・歌手の渡哲也が所属していたレコード会社・ウェブクウが同日、東京地方裁判所から破産開始決定を受け、倒産[41]。
- 7月29日 - 音楽イベント「WATERBOMB JAPAN 2024」の公式Xアカウントは同日、8月10日の大阪公演、および同月17日の名古屋公演を「より良い環境と場所、そして向上したクオリティを目指す」ことを理由に無期限延期することを発表。同イベントでは、前年7月に大阪公演のリハーサル中に男性スタッフ1名が、事故により死亡し、中止する事態になっていた。なお、チケットは全額返金された[42][43]。
- 7月31日
  - 2010年に開館した東京都新宿区のライブハウス・新宿BLAZEが閉館[44]。
  - 東京・銀座の山野楽器銀座本店での音楽CDや映像商品の販売が、ネット配信の波に押されこの日をもって終了。他店舗での販売は今後も継続する[45]。

### 8月
- 8月5日 - 東武百貨店池袋本店にて音楽CDやDVDを販売していた五番街が、同日をもって閉店、60年の歴史に幕を閉じた。同時に破産申請手続きを弁護士に一任し[46]、翌6日に東京地方裁判所へ自己破産を申請した[47]。
- 8月7日 - KAT-TUNの中丸雄一が、同日配信の『週刊文春 電子版』による女子大生との密会報道[48]を受け、芸能活動を謹慎することが、STARTO ENTERTAINMENTより発表された[49]。
- 8月21日 - ネット上にKing & Princeのメンバー・永瀬廉に対する殺害予告を書き込んだとして、警視庁赤坂署は、脅迫容疑で岡山県在住の50代の女を東京地方検察庁へ書類送検。調べに対し、容疑を認めた上で「永瀬さんのファンがグループを脱退したメンバーへの中傷を書き込んだためやり返した」と供述[50]。

### 9月
- 9月11日（現地時間）- アメリカ・ニューヨーク州エルモントのUBSアリーナにて開催された「2024 MTV Video Music Awards」でのメーガン・ザ・スタリオンのステージに、ラッパーの千葉雄喜がサプライズで登場。コラボレーション楽曲「Mamushi」を披露し、史上初となる「MTV Video Music Awards」メインショーのステージに立った日本人アーティストとなった[51]。

### 10月
- 10月14日 -「第91回 NHK全国学校音楽コンクール」中学生の部全国コンクールが、NHKホールにて開催。なお、課題曲は緑黄色社会「僕らはいきものだから」[52]。
- 10月15日 - アメリカ合衆国・ルイジアナ州ニューオーリンズ在住のジャズピアニスト・渡辺真理が、日本人初となるレガシー賞を受賞したことを発表[53]。
- 10月31日 - 尾崎豊、BOØWYらの著名ミュージシャンがライブを行った大阪市北区梅田のライブハウス・umeda TRAD[注釈 3]が、賃貸借契約の満了により閉館、43年の歴史に幕を下ろした[55][56][54]。

### 11月
- 11月27日 - 石川県はこの日、吉川晃司と布袋寅泰のユニット「COMPLEX」が、5月に東京ドーム（東京都文京区）で行った能登半島地震復興支援ライブの収益金10億円の寄付を受けたことを発表[57]。
- 11月30日 - STARTO ENTERTAINMENTは公式サイトにおいて、2日前の28日に暴露系インフルエンサーが未確認情報として嵐のリーダー・大野智が大麻取締法違反で逮捕されたとSNS上で投稿（その後削除）したことに対しこれを否定すると共に、「大野の社会的評価を著しく低下させるもので看過できない」として当該インフルエンサーに対して名誉毀損行為として法的措置を進めていることを発表した[58]。

### 12月
- 12月7日
  - 日本作詩家協会主催の第57回日本作詩大賞最終審査会が、テレビ東京神谷町スタジオにて開催され、作詞家の吉田旺が「TATSUYA」（歌唱者：田中あいみ）で大賞受賞となった[59]。この模様は、BSテレ東にて生放送された[60]。ノミネート作品は、10月28日に発表された[59]。
  - 広瀬香美「ロマンスの神様」にちなみ、12月第1土曜日が「ロマンスの神様の日」として、日本記念日協会認定の記念日に登録。楽曲タイトルが採用されたのは、邦楽としては2例目となる[61]。
- 12月8日 - この日より活動20年目に入ったAKB48の専用劇場・AKB48劇場がリニューアルオープン[62]。
- 12月14日・15日 - 乃木坂46が2014年以来となるイベント「乃木坂46 大感謝祭2024」を幕張メッセイベントホールにて開催[63]。また、2日目となる15日は、同月31日をもってグループ卒業・芸能活動を引退予定の3期生・向井葉月の卒業セレモニーも開催された[64][65]。また、初日には5期生・菅原咲月が同グループの副キャプテンに就任することが発表された[66]。
- 12月30日 - 日本作曲家協会主催の第66回日本レコード大賞の最終審査会、および発表音楽会が、新国立劇場中劇場にて開催され、Mrs. GREEN APPLEが「ライラック」で2年連続大賞を受賞[67]。また、こっちのけんとが最優秀新人賞を受賞[68]。この模様は、TBSテレビ[注釈 4]系列[69]、およびTBSラジオ他JRN系列の一部局にて生放送された[70]。各賞受賞者・受賞作品は11月21日に発表され[71]、授賞式が12月5日にTBS放送センターで行われた[72]。総合司会は、2年連続で安住紳一郎、川口春奈の両名が務めた[73]。
- 12月31日 - 第75回NHK紅白歌合戦をNHKホールにて開催[74]。出場歌手は11月19日に発表され[75]、ジャニー喜多川の性加害問題が重くのしかかった旧ジャニーズの所属タレントは、前年に引き続き今年も出場がなかった[75]。開催1週間前には、結成36年目のB'zが特別企画として、紅白歌合戦に初出演することが追加で発表され、別スタジオで事前収録された「イルミネーション」を披露。演奏終了後、NHKホールに登場し「LOVE PHANTOM」と「ultra soul」を披露するサプライズ演出が行われた[76][77]。

## シングル

### IFPI グローバル・シングル・チャート
※デジタル販売、有料サブスクリプションストリーミング数などを総合し換算
1. ベンソン・ブーン「Beautiful Things」
2. サブリナ・カーペンター「Espresso」
3. Teddy Swims「Lose Control」
4. ビリー・アイリッシュ「BIRDS OF A FEATHER」
5. Shaboozey「A Bar Song (Tipsy)」
6. ホージア「Too Sweet」
7. ポスト・マローン「I Had Some Help (feat. Morgan Wallen)」
8. ケンドリック・ラマー「Not Like Us」
9. テイラー・スウィフト「Cruel Summer」
10. Noah Kahan「Stick Season」

## 日本のシングル

### Billboard JAPAN Hot 100 年間TOP25
集計期間：2023年11月27日 - 2024年11月24日
1. Creepy Nuts「Bling-Bang-Bang-Born」
2. tuki.「晩餐歌」
3. Omoinotake「幾億光年」
4. YOASOBI「アイドル」
5. Mrs. GREEN APPLE「ライラック」
6. Mrs. GREEN APPLE「ケセラセラ」
7. Ado「唱」
8. Vaundy「怪獣の花唄」
9. Mrs. GREEN APPLE「青と夏」
10. Mrs. GREEN APPLE「ダンスホール」
11. King Gnu「SPECIALZ」
12. Mrs. GREEN APPLE「Soranji」
13. Vaundy「タイムパラドックス」
14. YOASOBI「勇者」
15. ILLIT「Magnetic」
16. Number_i「GOAT」
17. 緑黄色社会「花になって」
18. Mrs. GREEN APPLE「Magic」
19. Mrs. GREEN APPLE「点描の唄 (feat. 井上苑子)」
20. Official髭男dism「Subtitle」
21. 米津玄師「さよーならまたいつか!」
22. ヨルシカ「晴る」
23. back number「水平線」
24. MY FIRST STORY「I'm a mess」
25. Da-iCE「I wonder」

### ダウンロード認定
| タイトル                            | 認定                  |
| プラチナ（250,000DL）               | プラチナ（250,000DL） |
| ----------------------------------- | --------------------- |
| Creepy Nuts「Bling-Bang-Bang-Born」 | 2024年5月             |
| Mrs. GREEN APPLE「ライラック」      | 2025年4月             |
| ゴールド（100,000DL）               |                       |
| 米津玄師「さよーならまたいつか!」   | 2024年5月             |
| ヨルシカ「晴る」                    | 2024年5月             |
| Omoinotake「幾億光年」              | 2024年6月             |
| MY FIRST STORY × HYDE「夢幻」       | 2024年7月             |
| Creepy Nuts「オトノケ」             | 2024年12月            |
| back number「新しい恋人達に」       | 2025年1月             |
| Da-iCE「I wonder」                  | 2025年1月             |

### ストリーミング認定
| 作品名                                      | 認定                          |
| ダイヤモンド（500,000,000ST）               | ダイヤモンド（500,000,000ST） |
| ------------------------------------------- | ----------------------------- |
| Creepy Nuts「Bling-Bang-Bang-Born」         | 2025年1月                     |
| Mrs. GREEN APPLE「ライラック」              | 2025年5月                     |
| トリプル・プラチナ（300,000,000ST）         |                               |
| Omoinotake「幾億光年」                      | 2024年12月                    |
| ダブル・プラチナ（200,000,000ST）           |                               |
| ILLIT「Magnetic」                           | 2025年1月                     |
| Vaundy「タイムパラドックス」                | 2025年1月                     |
| ROSÉ & ブルーノ・マーズ「APT.」             | 2025年5月                     |
| プラチナ（100,000,000ST）                   |                               |
| ヨルシカ「晴る」                            | 2024年7月                     |
| SPYAIR「オレンジ」                          | 2024年8月                     |
| 藤井風「満ちてゆく」                        | 2024年10月                    |
| 米津玄師「さよーならまたいつか!」           | 2024年10月                    |
| Da-iCE「I wonder」                          | 2024年10月                    |
| Mrs. GREEN APPLE「ナハトムジーク」          | 2024年11月                    |
| Mrs. GREEN APPLE「コロンブス」              | 2024年11月                    |
| back number「新しい恋人達に」               | 2024年12月                    |
| Creepy Nuts「オトノケ」                     | 2025年1月                     |
| Mrs. GREEN APPLE「familie」                 | 2025年1月                     |
| BAD HOP「Last Party Never End」             | 2025年1月                     |
| GEMN「ファタール」                          | 2025年2月                     |
| Mrs. GREEN APPLE「Dear」                    | 2025年2月                     |
| 友成空「鬼ノ宴」                            | 2025年2月                     |
| Mrs. GREEN APPLE「ビターバカンス」          | 2025年3月                     |
| AKASAKI「Bunny Girl」                       | 2025年3月                     |
| CUTIE STREET「かわいいだけじゃだめですか?」 | 2025年3月                     |
| YOASOBI「UNDEAD」                           | 2025年3月                     |
| Creepy Nuts「二度寝」                       | 2025年3月                     |
| aespa「Whiplash」                           | 2025年4月                     |
| 星街すいせい「ビビデバ」                    | 2025年5月                     |
| MY FIRST STORY × HYDE「夢幻」               | 2025年5月                     |
| 優里「カーテンコール」                      | 2025年5月                     |
| ゴールド（50,000,000ST）                    |                               |
| back number「冬と春」                       | 2024年5月                     |
| aiko「相思相愛」                            | 2024年7月                     |
| LE SSERAFIM「EASY」                         | 2024年8月                     |
| TWICE「ONE SPARK」                          | 2024年9月                     |
| aespa「Supernova」                          | 2024年9月                     |
| BAD HOP「Day N Night」                      | 2024年11月                    |
| ME:I「Click」                               | 2024年11月                    |
| NewJeans「How Sweet」                       | 2024年11月                    |
| MISAMO「NEW LOOK」                          | 2024年12月                    |
| 米津玄師「がらくた」                        | 2024年12月                    |
| NewJeans「Supernatural」                    | 2024年12月                    |
| あいみょん「会いに行くのに」                | 2024年12月                    |
| Vaundy「風神」                              | 2025年1月                     |
| Official髭男dism「Same Blue」               | 2025年1月                     |
| LE SSERAFIM「CRAZY」                        | 2025年1月                     |
| BE：FIRST「Masterplan」                     | 2025年1月                     |
| なとり「絶対零度」                          | 2025年1月                     |
| FRUITS ZIPPER「NEW KAWAII」                 | 2025年1月                     |
| King Gnu「ねっこ」                          | 2025年2月                     |
| JIMIN「Who」                                | 2025年2月                     |
| Mrs. GREEN APPLE「アポロドロス」            | 2025年2月                     |
| JO1「Love seeker」                          | 2025年2月                     |
| NiziU「SWEET NONFICTION」                   | 2025年2月                     |
| BABYMONSTER「DRIP」                         | 2025年3月                     |
| ONE OK ROCK「Delusion:All」                 | 2025年3月                     |
| Vaundy「ホムンクルス」                      | 2025年4月                     |
| LE SSERAFIM「Smart」                        | 2025年4月                     |
| あいみょん「ラッキーカラー」                | 2025年5月                     |
| King & Prince「ツキヨミ」                   | 2025年5月                     |
| コレサワ「元彼女のみなさまへ」              | 2025年5月                     |

## アルバム

### IFPI グローバル・アルバム・チャート
※フィジカルの売上、ダウンロード、ストリーミングなどを総合し換算
1. テイラー・スウィフト『THE TORTURED POETS DEPARTMENT』
2. ビリー・アイリッシュ『HIT ME HARD AND SOFT』
3. サブリナ・カーペンター『Short n' Sweet』
4. ENHYPEN『ROMANCE : UNTOLD』
5. SZA『SOS』
6. SEVENTEEN『SPILL THE FEELS』
7. モーガン・ウォーレン『One Thing At A Time』
8. SEVENTEEN『17 IS RIGHT HERE』
9. Noah Kahan『Stick Season』
10. Stray Kids『ATE』

### IFPI グローバル・アルバム・セールス・チャート
※フィジカルの売上、フルアルバムのダウンロード数を総合し換算
1. テイラー・スウィフト『THE TORTURED POETS DEPARTMENT』
2. ENHYPEN『ROMANCE : UNTOLD』
3. SEVENTEEN『SPILL THE FEELS』
4. SEVENTEEN『17 IS RIGHT HERE』
5. Stray Kids『ATE』
6. Stray Kids『HOP』
7. IVE『IVE SWITCH』
8. NCT DREAM『DREAM( )SCAPE』
9. aespa『Armageddon』
10. TOMORROW X TOGETHER『minisode 3: TOMORROW』

### IFPI グローバル・ストリーミング・アルバム・チャート[1]
1. テイラー・スウィフト『THE TORTURED POETS DEPARTMENT』
2. サブリナ・カーペンター『Short n' Sweet』
3. SZA『SOS』
4. モーガン・ウォーレン『One Thing At A Time』
5. ビリー・アイリッシュ『HIT ME HARD AND SOFT』
6. Noah Kahan『Stick Season』
7. テイラー・スウィフト『Lover』
8. ベンソン・ブーン『Fireworks & Rollerblades』
9. アリアナ・グランデ『eternal sunshine』
10. トラヴィス・スコット『UTOPIA』

## 日本のアルバム

### オリコン
集計期間：2023年12月25日 - 2024年12月16日

#### 年間ランキング
1. Snow Man『RAYS』
2. SixTONES『THE VIBES』
3. 米津玄師『LOST CORNER』
4. SEVENTEEN『17 IS RIGHT HERE』
5. SEVENTEEN『SPILL THE FEELS』
6. Stray Kids『GIANT』
7. なにわ男子『+Alpha』
8. TOMORROW X TOGETHER『The Star Chapter: SANCTUARY』
9. ENHYPEN『ROMANCE : UNTOLD』
10. 宇多田ヒカル『SCIENCE FICTION』

#### デジタルアルバム
1. Number_i『No.O -ring-』
2. 宇多田ヒカル『SCIENCE FICTION』
3. Number_i『No.I』
4. Number_i『GOAT』
5. 米津玄師『LOST CORNER』
6. Ado『Adoの歌ってみたアルバム』
7. YOASOBI『THE BOOK 3』
8. Ado『残夢』
9. Mrs. GREEN APPLE『ANTENNA』
10. King & Prince『Re:ERA』

## カラオケ

### DAM 年間TOP30
集計期間：2024年1月1日 - 11月16日
1. Vaundy「怪獣の花唄」
2. Creepy Nuts「Bling-Bang-Bang-Born」
3. tuki.「晩餐歌」
4. 優里「ドライフラワー」
5. あいみょん「マリーゴールド」
6. 高橋洋子「残酷な天使のテーゼ」
7. ポルノグラフィティ「サウダージ」
8. 菅田将暉「さよならエレジー」
9. YOASOBI「アイドル」
10. Mrs. GREEN APPLE「ケセラセラ」
11. back number「水平線」
12. スピッツ「チェリー」
13. MONGOL800「小さな恋のうた」
14. back number「高嶺の花子さん」
15. スキマスイッチ「奏」
16. Omoinotake「幾億光年」
17. 椎名林檎「丸ノ内サディスティック」
18. Mrs. GREEN APPLE「青と夏」
19. DREAMS COME TRUE「大阪LOVER」
20. Saucy Dog「シンデレラボーイ」
21. WANDS「世界が終るまでは…」
22. Mrs. GREEN APPLE「点描の唄 (feat. 井上苑子)」
23. シャ乱Q「シングルベッド」
24. 一青窈「ハナミズキ」
25. 中島みゆき「糸」
26. 中西保志「最後の雨」
27. 宇多田ヒカル「First Love」
28. HY「366日」
29. MISIA「アイノカタチ feat. HIDE (GReeeeN)」
30. Mrs. GREEN APPLE「ライラック」

## 各チャート
Billboard JAPAN
- Template:2024年Billboard JAPAN Hot 100 シングル1位の一覧
- Template:2024年Billboard JAPAN Streaming Songs1位の一覧
- Template:2024年Billboard JAPAN Download Songs1位の一覧
- Template:2024年Billboard Global Japan Songs excl. Japan1位の一覧

## イベント

### 日本国内
- 1月2日・3日 - 謹賀新年!アイドル初夢ライブ supported by @JAM[82]
- 1月7日 - ANIPLEX 20th Anniversary Event -THANX-
- 1月20日・21日 - FUKUOKA MUSIC FES. 2024[83]
- 1月20日・21日 - 全プリキュア 20th Anniversary LIVE![84]
- 1月27日・28日 - GMO SONIC 2024[85][86]
- 1月27日・28日 - リスアニ! LIVE 2024[87][88]
- 2月10日 - BAYCAMP[89]
- 2月17日・18日 - Zephyren 10th Anniversary A.V.E.S.T project -鼓動-[90]
- 2月17日・18日 - オンガクお嬢FES.[91]
- 2月23日 - メメフェス2024[92]
- 2月23日 - ENDRECHERI MIX AND YOU FES[93]
- 2月24日・25日 - ANI-ROCK FES. 2024 僕のヒーローアカデミア PLUS ULTRA LIVE[94]
- 2月24日・25日 - オダイバ!!超次元音楽祭 フユフェス 2024[95]
- 3月2日・3日 - J-WAVE TOKYO GUITAR JAMBOREE 2024 supported by 奥村組[96]
- 3月9日・23日 - TENDOUJI presents OTENTO '24[97]
- 3月11日・12日・13日・14日・15日・16日 - 2024 SXSW Music Festival[98]
- 3月16日・17日 - ジゴロック2024 〜大分 "地獄極楽" ROCK FESTIVAL〜 supported by ニカソー[99]
- 3月16日・17日 - めざましテレビ30周年フェス in 東京[100][101]
- 3月23日・24日 - HY SKY Fes 2024[102]
- 3月23日・24日 - 15th Anniversary SANUKI ROCK COLOSSEUM 2024 -MONSTER baSH×I♡RADIO 786-[103]
- 3月23日・24日 - Vポイント presents ツタロックフェス2024[104]
- 3月30日 - SAPPORO MUSIC EXPERIENCE 2024[105][106]
- 3月30日・31日 - 箭内道彦60年記念企画 風とロック さいしょでさいごの スーパーアリーナ "FURUSATO"[107]
- 4月5日・6日・7日 - I ROCKS 2024 stand by LACCO TOWER[108]
- 4月12日・13日・14日・19日・20日・21日 - Coachella Valley Music and Arts Festival[109]
- 4月13日・14日 - SYNCHRONICITY '24[110]
- 4月13日・14日 - OOPARTS 2024[111]
- 4月20日 - テレビズナイト024[112]
- 4月21日 - アラスカナイズロックフェス2024[113]
- 4月27日・28日 - ARABAKI ROCK FEST. 24[114][115]
- 4月28日・29日・5月3日・4日・5日 - JAPAN JAM 2024[116][117]
- 4月28日・29日 - PLAYBACK FES. 2024[118]
- 5月3日・4日・5日・6日 - VIVA LA ROCK 2024[119]
- 5月4日・5日 - OTODAMA '24 〜音泉魂〜「必死のパッチで20年目! 大感謝祭」[120]
- 5月4日 - EVIL LINE RECORDS 10th Anniversary FES. "EVIL A LIVE" 2024
- 5月5日・6日 - 歌舞伎町 UP GATE↑↑ 2024[121]
- 5月10日・11日・12日 - KCON JAPAN 2024[122]
- 5月11日・12日 - SPACE SHOWER TV 35th ANNIVERSARY SWEET LOVE SHOWER SPRING 2024
- 5月11日・12日 - 麦ノ秋音楽祭2024 #Harvest[123]
- 5月11日・12日 - ごぶごぶフェスティバル[124][125]
- 5月11日・12日 - FUJI&SUN '24[126]
- 5月11日・12日 - KING SUPER LIVE 2024[127]
- 5月11日・12日・18日・19日 - METROPOLITAN ROCK FESTIVAL 2024[128]
- 5月18日 - ARIFUJI WEEKENDERS 2024[129]
- 5月18日・19日 - ACO CHiLL CAMP 2024 〜アソブ、オドロク、フジサン、キャンプ。〜[130]
- 5月18日・19日 - CIRCLE '24[131]
- 5月18日・19日 - FREEDOM NAGOYA 2024 -15th Anniversary-[132]
- 5月18日・19日 - POP YOURS 2024[133]
- 5月25日・26日 - CAMPASS 2024[134]
- 6月1日・2日 - SAKAE SP-RING 2024[135]
- 6月1日・2日 - 百万石音楽祭2024 〜ミリオンロックフェスティバル〜[136]
- 6月8日・9日 - THE CAMP BOOK 2024[137]
- 6月14日・15日・16日 - Download Festival 2024[138]
- 6月15日 - SATANIC CARNIVAL 2024[139]
- 6月15日・16日 - YATSUI FESTIVAL! 2024[140]
- 6月22日・23日 - TAKASAKI CITY ROCK FES.2024[141]
- 6月29日 - DEAD POP FESTiVAL 2024[142]
- 7月6日・7日 - 京都大作戦 2024[143][144]
- 7月13日・14日 - スキマフェス[145]
- 7月20日・21日 - OSAKA GIGANTIC MUSIC FESTIVAL 2024[146]
- 7月26日・27日・28日 - FUJI ROCK FESTIVAL '24[147][148]
- 7月27日・28日 - OGA NAMAHAGE ROCK FESTIVAL vol.13[149]
- 8月3日・4日・10日・11日・12日、9月14日・15日・21日・22日・23日 - ROCK IN JAPAN FESTIVAL 2024[150]
- 8月2日・3日・4日 - TOKYO IDOL FESTIVAL 2024[151][152]
- 8月16日・17日 - RISING SUN ROCK FESTIVAL 2024 in EZO[153][154]
- 8月17日・18日 - SUMMER SONIC 2024[155]
- 8月25日 - Sky Jamboree 2024 〜one pray in nagasaki〜[156]
- 8月30日・31日・9月1日 - SPACE SHOWER TV 35th ANNIVERSARY SWEET LOVE SHOWER 2024[157][158]
- 9月14日・15日・16日 - @JAM EXPO 2024[159][160]
- 9月14日・15日・16日 - TOKYO CALLING 2024[161]
- 9月21日・22日 - イナズマロックフェス2024[162]
- 9月21日・22日 - THE HOPE 2024[163]
- 10月5日・6日 - 鶴フェス2024[164]
- 10月12日・13日・14日 - TOKYO ISLAND 2024[165]
- 10月19日・20日 - LIVE AZUMA 2024[166]
- 10月26日・27日 - [Alexandros] presents THIS FES '24 in Sagamihara[167]
- 10月26日・27日 - THE GREAT SATSUMANIAN HESTIVAL 2024[168]
- 10月26日・27日 - OSAKA HAZIKETEMAZARE FESTIVAL 2024[169]

### 日本武道館公演
- 1月1日・2日 - 新しい地図[170]
- 1月3日 - 清水ミチコ w/ 清水イチロウ
- 1月7日 - 和楽器バンド[171][172]
- 1月9日 - 新しい学校のリーダーズ[173][174]
- 1月11日・12日 - スピッツ[175][176]
- 1月13日・14日 - 天月-あまつき-
- 1月15日 - Da-iCE[177]
- 1月17日 - Novel Core[178][179]
- 1月20日 - Kroi[180][181]
- 1月27日・28日 - リスアニ! LIVE 2024
- 2月2日 - 大泉洋[182][183][184]
- 2月3日 - Chilli Beans.[185][186]
- 2月8日 - WATWING[187][188]
- 2月9日・10日 - 赤えんぴつ[189][190]
- 2月12日 - いれいす[191][192]
- 2月16日 - RHYMESTER[193][194]
- 2月17日 - NEMOPHILA[195]
- 2月18日 - TRF[196]
- 2月20日・22日・23日 - SUPER BEAVER[197]
- 2月24日 - Nothing's Carved In Stone[198][199]
- 2月29日・3月1日 - aiko[200]
- 3月2日 - オーイシマサヨシ[201][202]
- 3月3日 - 浦島坂田船[203]
- 3月6日 - GIOVANNI DREAM GIG
- 3月8日・9日・10日 - テミン[204]
- 3月12日 - chuLa[205]
- 3月13日 - iri[206][207]
- 3月14日 - #ババババンビ[208][209]
- 3月16日 - 水曜日のカンパネラ[210][211]
- 3月30日 - 美波[212][213]
- 3月31日 - MIKU FES '24（春）
- 4月13日 - 内田雄馬[214][215]
- 4月19日・20日 - LiSA[216]
- 4月27日 - スカイピース[217][218]
- 5月2日・3日 - aMEI（張惠妹）
- 5月14日 - キタニタツヤ[219][220]
- 5月18日・19日 - FRUITS ZIPPER[221][222]
- 5月27日 - モーニング娘。'24[223]
- 6月1日 - Tele[224]
- 6月6日・7日 - 岩田剛典[225]
- 6月9日 - 藤井フミヤ[226]
- 6月10日 - つばきファクトリー[227][228]
- 6月13日 - ねぐせ。[229][230]
- 6月14日 - Juice=Juice[231]
- 6月28日・29日 - そらる[232]
- 6月30日 - あほの坂田。[233]
- 7月6日・7日 - 松田聖子
- 7月14日 - 角野隼斗[234]
- 7月19日 - 近藤真彦[235]
- 7月24日・25日・26日 - UNISON SQUARE GARDEN[236][237]
- 8月1日 - AMPTAKxCOLORS[238]
- 8月2日 - Knight A - 騎士A -[239]
- 8月12日 - TETORA[240]
- 8月16日 - Appare! ※台風接近のため公演中止[241]
- 8月17日 - Reol[242][243]
- 8月23日・24日 - 松田聖子
- 8月27日・28日・29日 - 日向坂46四期生[244]
- 8月31日 - 小沢健二
- 9月2日 - 今市隆二[245]
- 9月6日・7日 - BUDDiiS[246]
- 9月9日 - M.S.S Project
- 9月11日 - アイナ・ジ・エンド[247]
- 9月12日・13日 - Rockon Social Club[248]
- 9月18日 - アリス[249][250]
- 9月21日・22日 - EXILE TAKAHIRO[251]
- 9月23日 - 南こうせつ[252]
- 9月26日・28日・29日 - 福山雅治[253]
- 10月3日 - Tempalay[254][255]
- 10月4日 - リアルアキバボーイズ[256]
- 10月7日 - 周華健
- 10月8日 - ASP[257][258]
- 10月9日 - ハンブレッダーズ[259]
- 10月11日・12日 - マカロニえんぴつ[260]
- 10月15日 - MARUKADO[261]
- 10月23日・24日 - ジャーニー[262][263]
- 10月25日 - サンボマスター[264]
- 10月26日 - 木村カエラ[265]
- 10月27日 - ZAZEN BOYS[266]
- 10月31日 - WurtS[267]
- 11月1日・2日 - KANA-BOON[268] ※公演中止[269]
- 11月1日 - ファントムシータ[270]
- 11月2日 - いきものがかり[271]
- 11月6日 - BALLISTIK BOYZ[272]
- 11月8日・9日 - とんねるず[273][274]
- 11月10日 - 石田組[275]
- 11月12日 - JamsCollection[276]
- 11月18日 - BEYOOOOONDS[277]
- 11月19日 - Juice=Juice[278]
- 11月23日 - 山崎育三郎[279]
- 11月25日 - 純烈[280][281]
- 11月28日 - アンジュルム[282][283]
- 11月29日 -『徹子の部屋』コンサート
- 12月1日 - Act Against Anything[284]
- 12月2日・3日 - SUPER BEAVER[285]
- 12月5日 - Nulbarich[286]
- 12月6日・7日 - 布袋寅泰[287][288]
- 12月12日・14日・15日・18日 - 矢沢永吉
- 12月20日・21日 - ゴスペラーズ[289]
- 12月22日 - スキマスイッチ[290]
- 12月23日・24日 - THE ALFEE[291]
- 12月25日・26日 - UVERworld
- 12月27日 - DEZERT[292][293][294]
- 12月29日 - BUCK-TICK[295][296]
- 12月31日 - ももいろクローバーZ「第8回ももいろ歌合戦」[297]

### 東京ドーム公演
- 1月1日 - Hey! Say! JUMP
- 1月11日・13日・14日・16日・18日・20日・21日 - ブルーノ・マーズ[298][299]
- 1月24日 - ビリー・ジョエル[300][301]
- 1月27日・28日 - King Gnu
- 1月31日 - エド・シーラン[302]
- 2月7日・8日・9日・10日 - テイラー・スウィフト[303][304]
- 2月13日・14日 - クイーン + アダム・ランバート[305][306]
- 2月17日 - JUJU w/ 小田和正・鈴木雅之・NOKKO[307][308]
- 2月19日 - BAD HOP[309][310]
- 2月21日・22日 - SMTOWN LIVE 2024 SMCU PALACE @TOKYO[311]
- 2月24日・25日 - SHINee[312][313]
- 3月2日・3日 - BE:FIRST[314][315]
- 3月9日・10日 - NCT 127
- 3月14日・15日・16日・17日 - TOBE「to HEROes 〜TOBE 1st Super Live〜」[316]
- 4月10日 - STARTO ENTERTAINMENT「WE ARE! Let's get the party STARTO!!」[317][318]
- 4月20日・21日・22日 - SixTONES[319][320]
- 4月27日 - THE YELLOW MONKEY[321][322]
- 5月11日・12日 - 乃木坂46[323]
- 5月15日・16日 - COMPLEX[324][325]
- 5月18日・20日 - レッド・ホット・チリ・ペッパーズ[326]
- 6月15日・16日 - 櫻坂46[327]
- 6月26日・27日 - NewJeans[328][329]
- 7月5日・6日・7日 - Kis-My-Ft2[330]
- 7月10日・11日 - TOMORROW X TOGETHER[331]
- 8月17日・18日 - aespa[332]
- 8月29日・30日・31日 - WEST.[333]
- 9月4日・5日 - IVE[334]
- 9月11日・12日 - THE RAMPAGE[335]
- 11月9日・10日 - YOASOBI[336]
- 11月14日・16日・17日 - Stray Kids[337]
- 12月4日・5日 - SEVENTEEN[338]
- 12月7日・8日 - BUMP OF CHICKEN[339]
- 12月11日・12日 - 三代目 J SOUL BROTHERS
- 12月15日・16日・17日・18日 - Snow Man[340][341]
- 12月21日・22日・23日 - SUPER EIGHT
- 12月25日・26日 - 日向坂46[342]
- 12月29日・30日・31日・2025年1月1日 - Hey! Say! JUMP[343]

## スポーツ大会のテーマソング
2024年パリオリンピック
- YOASOBI「舞台に立って」
NHK（NHKスポーツテーマ2024）[344]
- MISIA「フルール・ドゥ・ラ・パシオン」
日本テレビ系（アスリート応援ソング）[345]
- Mrs. GREEN APPLE「アポロドロス」
テレビ朝日系（スポーツ応援ソング）[346]
- サザンオールスターズ「ジャンヌ・ダルクによろしく」
TBS系（スポーツ2024テーマ曲）[347]
- スキマスイッチ「逆転トリガー」
テレビ東京系（アスリート応援ソング）[348]
- 菅田将暉「くじら」
フジテレビ系（アスリート応援ソング）[349]
- 三浦大知「心拍音」
TEAM JAPAN 公式応援ソング[350]

第106回全国高等学校野球選手権大会
- ねぐせ。「ずっと好きだから」
朝日放送（夏の高校野球応援ソング、『熱闘甲子園』テーマソング）[351]

## サブスクリプション解禁
- 1月1日・24日・31日 - 関ジャニ∞[352]
- 1月6日 - FOMARE[353]
- 1月8日 - テレビアニメ『サムライチャンプルー』関連楽曲[354]
- 1月15日 - ビリー・バンバン[355]
- 1月31日 - テレビアニメ『らき☆すた』関連楽曲[356]
- 2月14日 - 森口博子[357]
- 3月1日 - 高田恭子[358]
- 3月20日 - 1980年代のアニメ声優楽曲（キングレコード）[359]
- 5月15日 - 浅田美代子[360]
- 5月23日 - King & Prince[361]
- 5月29日 - 辛島美登里（ファンハウス時代の楽曲）[362]
- 6月4日 - テレビドラマ『メタルヒーローシリーズ』関連楽曲[363]
- 6月7日 - 太陽とシスコムーン、M-line Music所属歌手[364]
- 6月10日 - ちあきなおみ[365]
- 7月25日 - 矢野顕子（ミディ時代の楽曲）[366]
- 7月28日 - BLANKEY JET CITY[367]
- 8月14日 - なにわ男子[368]
- 8月25日・10月1日 - CHAGE and ASKA[369]
- 9月10日 - PIERROT[370]
- 9月15日・10月1日 - NEWS[371]
- 9月18日 - 大月みやこ（未配信分129曲）[372]
- 9月27日 - EXILE（第一章時代の117曲）[373]
- 10月2日 - ダンプ松本（1985年リリースのアルバム『極悪』）[374]
- 11月6日 - 水田竜子[375]
- 11月8日 - 布施明（キングレコード時代の298曲）[376]
- 11月21日 - マルシア（127曲）[377]
- 12月24日 - ASKA（ヤマハ、およびユニバーサルミュージック発表分）[378]

## 主要な賞
| 賞                       | 受賞作・受賞者 |
| ------------------------ | --- |
| 第47回日本アカデミー賞   | - 最優秀音楽賞 - 上原ひろみ『BLUE GIANT』 - 優秀音楽賞 - 小林武史『キリエのうた』 - 坂本龍一『怪物』 - 佐藤直紀『ゴジラ-1.0』 - 千住明『こんにちは、母さん』 |
| 第16回CDショップ大賞2024 | - 赤賞 - カネコアヤノ『タオルケットは穏やかな』 - King Gnu『THE GREATEST UNKNOWN』 - スピッツ『ひみつスタジオ』 - ずっと真夜中でいいのに。『沈香学』 - cero『e o』 - Vaundy『replica』 - back number『ユーモア』 - Mrs. GREEN APPLE『ANTENNA』 - Mr.Children『miss you』 - YOASOBI『THE BOOK 3』 - 青賞 - 新しい学校のリーダーズ『マ人間』 - 炙りなタウン『炙りなタウン1 -死にたくなってからが本番-』 - アルステイク『風』 - XG『NEW DNA』 - 結束バンド『結束バンド』 - サバシスター『アテンション!!』 - tonun『Intro』 - TOMOO『TWO MOON』 - Penthouse『Balcony』 - ブランデー戦記『人類滅亡ワンダーランド』 |

## メジャーデビュー
- 1月10日 - DEZERT『The Heart Tree』[381][382]
- 1月10日 - TOUMA『Change!』
- 1月10日 - NAQT VANE『Despersion』（CDデビュー）
- 1月10日 - 屋良朝幸『THE YOUNG LOVE DISCOTHEQUE』
- 1月17日 - ammo『re:想-EP』『re:奏-EP』[383]
- 1月17日 - ≒JOY『きっと、絶対、絶対』[384]
- 1月17日 - 千葉翔也『Blesing』（ソロデビュー）[385]
- 1月24日 - 北山陽一『ReMEMBER』（ソロデビュー）[386]
- 1月24日 - SATOH『OK』[387]
- 1月24日 - 中田花奈『ポンポポポン』（ソロデビュー）
- 1月24日 - WASABI『BEAMING』
- 1月28日 - 住吉大和（吉本新喜劇）『笑いに変えるから』（配信デビュー）[388]
- 1月31日 - ひがりゅうた（ありんくりん）『たったうっぴぐゎーな?』
- 1月31日 - 若手芸人HIPHOP同好会『若ヒ同Sampler Vol.1「全員銀河」』
- 2月7日 - a子『惑星』[389]
- 2月7日 - ミセカイ『Artrium』
- 2月14日 - 音羽-otoha-『大正解/ハッピー・エンド・ロール』[390]
- 2月14日 - キョコロヒー『After you!』
- 2月14日 - Sora『Futurity Step』[391]
- 2月14日 - ねぐせ。『ファンタジーな祝日を!!!』
- 2月21日 - otonari『ウラオモテアクアリウム』
- 2月21日 - syh『ストレイト/パレイド』
- 2月21日 - 高嶺のなでしこ『美しく生きろ/恋を知った世界』[392]
- 2月21日 - Hedigan's『2000JPY』（CDデビュー）
- 2月28日 - NCT WISH『WISH』（CDデビュー）
- 2月28日 - x0o0x_『人形』
- 3月6日 - SUPER★DRAGON『New Rise』[393]
- 3月6日 - むﾄ『愛故/硝子細工』
- 3月6日 - 紫今『学級日誌』
- 3月8日 - サバシスター『覚悟を決めろ!』[394]
- 3月13日 - SHO HENDRIX『DOZEN ROSES』（改名・CDデビュー）
- 3月13日 - 月刊偶像『遊園 me feat. ヤママチミキ（GANG PARADE）』
- 3月13日 - ミテイノハナシ『CYSTAL.』（CDデビュー）
- 3月20日 - ZEROBASEONE『ゆらゆら -運命の花-』（日本デビュー）[395]
- 3月20日 - 風輪『女神-MEGAMI-』
- 4月3日 - 鯨木『黎明』
- 4月3日 - BsGravity『GRAVITY』
- 4月3日 - Furui Riho『Love One Another』[396]
- 4月3日 - BREIMEN『AVEANTIN』[397]
- 4月3日 - グソクムズ『ハロー!グッドモーニング!』[398]
- 4月10日 - 生田絵梨花『capriccioso』（ソロデビュー）[399]
- 4月10日 - Ryubi Miyase『PLAYLIST』（ソロデビュー）
- 4月17日 - 稲場愛香『圧倒的LØVE/Pink Temperature』（ソロデビュー）
- 4月17日 - ME:I『MIRAI』
- 4月24日 - 小関舞『涙のTomorrow/Yes! 晴れ予報』（ソロデビュー）
- 5月5日 - EXILE B HAPPY『MORNING SUN』
- 5月15日 - 佐藤瑠雅『クチナシ』（ソロデビュー）[400]
- 5月15日 - Aぇ! group『《A》BEGINNING』
- 5月22日 - 華MEN組『華やかに抱きしめて』[401]
- 6月12日 - 立花日菜『I'm GAME!』[402]
- 7月3日 - aespa『Hot Mess』（日本デビュー）[403]
- 7月10日 - Newspeak『Newspeak』（CDデビュー）[404]
- 7月10日 - BOYNEXTDOOR『AND,』（日本デビュー）[405]
- 7月21日 - NewJeans『Supernatural』（日本デビュー）[406]
- 7月31日 - とよた真帆『WILD FLOWER』（歌手デビュー）[407]
- 8月7日 - osage『マイダイアリー/透明な夏』[408]
- 8月21日 - NEXZ『Ride the Vibe (Japanese Ver.)/Keep on Moving』（日本デビュー）[409]
- 9月5日 - RIIZE『Lucky』（日本デビュー）[410]
- 9月18日 - Aicong『正気の沙汰デーナイトフィーバー』
- 9月24日 - AXXX1S『大変でエスケープ(^o^)/』
- 9月24日 - たべっ子キッズ[注釈 5]『ツブウド・コッベタ』（CDデビュー）[411][412]
- 9月25日 - 不知火鈴香『良くない恋泣くよ』[413]
- 9月25日 - WayV『The Highest』（日本デビュー）[414]
- 10月4日 - 吉乃『ODD NUMBER』[415]
- 10月16日 - Aooo『Aooo』[416]
- 10月23日 - 『ユイカ』『紺色に憧れて』[417]
- 10月30日 - 悪魔のキッス『めろめろキャンセル♡x♡界隈』
- 11月13日 - ユウタ（NCT）『Depth』（ソロデビュー）[418]
- 11月18日 - I's『Past die Future』[419]
- 11月27日 - KJRGL『prelude～the brilliant blue』
- 12月18日 - あっとせぶんてぃーん『メイド in Nippon』
- 春〜夏 -「GIRLS POP UNIT AUDITION 2023」優勝者によるユニット[420]
- 未定 - CiON[421] ※道路交通法違反案件により書類送検されたことを受け活動休止、デビューも白紙[422]

## 結成
- ASC2NT
- 太陽と踊れ月夜に唄え
- TWS
- 豆柴の大群都内某所 a.k.a. MONSTERIDOL

## 活動再開・再結成
- 1月13日 - GALETTe（2日間限定）[423]
- 1月21日 - ka-yu[424]
- 1月21日 - 今井翼[425]
- 2月7日
  - WINO[426]
  - アンジェラ・アキ（日本での活動[注釈 6]）[427]
- 3月17日 - Sadie[428]
- 3月21日 - throwcurve[429]
- 3月25日 - 嘉門タツオ[430][431]前年1月に飲酒運転のうえ、人身事故を起こし、活動を休止していたシンガーソングライターの嘉門タツオが、自身の65歳の誕生日となるこの日、SHIBUYA PLEASURE PLEASUREにて開催されたライブ「反省と叱咤の会」で活動を再開[430]。活動再開は、2月10日に自身のホームページで公表した[431][432]。
- 4月26日 - 橋幸夫（歌手としての活動）[433][注釈 7]
- 5月12日 - H Jungle with t（1日限定）[125][435]
- 5月14日 - KANA-BOON[436]
- 6月15日 - 小池美波（櫻坂46）[327][437]
- 6月25日 - 西野カナ[438][注釈 8]
- 7月12日 - 長らく歌手活動を休止していた中森明菜が、同日、東京都内にて開催されたファンクラブイベントに出演。2017年12月のディナーショー以来、約6年半ぶりに公の場に姿を現した[440]。
- 7月20日 - 古賀隼斗（元KANA-BOON）[441]
- 8月17日[注釈 9] - 氷川きよし[442][443][444][445]
- 10月3日 - Kalafina[446][注釈 10]
- 10月7日 - Suchmos[447]
- 11月16日 - 井上あずみ[448]

## 活動休止・解散・引退

### 活動休止
- 1月7日 - 内村颯太（少年忍者）[449]（ - 7月13日）[450]
- 1月9日 - 橋本美桜（真っ白なキャンバス）[451]
- 1月10日 - 山川豊[452]（ - 4月3日）[453]
- 1月13日 - FAKY[454]
- 1月14日 - 鋭児[455]
- 1月16日 - ジャスティン（chilldspot）[456]
- 1月18日 - 大友康平（HOUND DOG）[457]（ - 5月10日）[458]
- 1月24日 - 久松由依（fishbowl）[459]
- 1月25日 - luz[460]
- 1月27日 - HONDALADY[461]
- 2月2日 - 武藤昭平 with ウエノコウジ[462]
- 2月13日 - いれいす（ - 3月3日）[463]
- 3月3日 - a crowd of rebellion[464]
- 3月8日 - D[465]
- 3月24日 - 亜無亜危異[466]
- 3月31日
  - MAG!C☆PRINCE（グループでの音楽活動のみ）[467]
  - 渡辺香津美[468]
- 4月2日 - ハマ・オカモト（OKAMOTO'S）[469]（ - 9月1日）[470]
- 4月30日 - 太田裕美[471]
- 5月8日 - 眉村ちあき[472]
- 6月2日 - MIGMA SHELTER[473]
- 6月5日 - 藤原さくら（歌手活動のみ[注釈 11]）[474]
- 6月7日 - 市川由紀乃[475]
- 6月10日 - ソナーポケット（ライブ活動のみ[注釈 11]）[476]
- 6月13日 - 鈴木愛菜（SKE48）[477]
- 6月14日 - 日野皓正[478]
- 6月21日 - アヴちゃん（女王蜂）[479]（ - 2025年1月予定）[480]
- 6月24日 - 橋本良亮（A.B.C-Z）[481]（ - 8月14日）[482]
- 7月1日
  - TSUZUMI（ME:I）[483]
  - 入江里咲（Juice=Juice）[484]
- 7月5日 - 安田章大（SUPER EIGHT）[485]（ - 7月23日）[486]
- 7月15日 - 鈴木恋奈（SKE48）[487][488]
- 8月1日 - 矢部昌暉（DISH//）[489]（ - 11月4日）[490]
- 8月4日 - Chu-Z[491]
- 8月22日 - KEYTALK[492]。ロックバンド・KEYTALKが活動休止。予定されていたツアーも公演中止となった[493]。
- 9月1日 - 山村さくら（SKE48）[494]（ - 2025年3月1日予定）[495]
- 9月15日 - 二階堂高嗣（Kis-My-Ft2）[496]
- 10月21日 - Kazuki（Crossfaith）[497]
- 10月22日 - リク（NCT WISH）[498]
- 10月25日 - Teary Planet[499]
- 12月2日 - 川島如恵留（Travis Japan）[500]
- 12月21日 - MOROHA[501]
- 12月24日 - 家の裏でマンボウが死んでるP（音楽活動のみ。執筆活動は継続）[502]
- 12月27日 - Devil ANTHEM.[503]
- 12月31日 - 和楽器バンド[504]
- 2024年内
  - Nulbarich[505]
  - 森山愛子[506]
  - 清木場俊介[507]

### 解散
- 1月10日 - SEAPOOL[508]
- 1月20日 - THE LITTLE BLACK[509]
- 1月26日 - cunts[510]
- 2月2日 - THE 2[511]
- 2月5日 - 神風センセーション[512]
- 2月16日 - コロナナモレモモ[513]
- 2月19日 - BAD HOP[514]
- 2月28日 - ZILLION[515]
- 3月4日 - cana÷biss[516]
- 3月8日 - マグナム（第2期）[517]
- 3月9日 - おとといフライデー[518]
- 3月12日 - CHAI[519]
- 3月13日 - LOVE CCiNO[520]
- 3月20日 - the chef cooks me[521][522]
- 3月24日 - パラディーク[523]
- 3月30日 - 眩暈SIREN[524]
- 3月31日
  - CUBERS[525][526]
  - ギリシャラブ[527]
  - 8princess[528]
  - 西金沢少女団[529]
- 4月20日 - でんぱ組.incが、公式サイトにおいて、2025年頭に解散することを発表[530]。
- 4月22日 - Cherry Bullet[531]
- 4月30日 - MOONCHILD[532]
- 6月8日 - ツユ[533]
- 7月9日 - MIRAE[534]
- 7月15日 - ヒステリックパニック[535]
- 7月21日 - tipToe.（第2期）[536]
- 8月8日 - CROWN POP[537]
- 8月18日 - SMILE PRINCESS[538]
- 8月19日 - 神宿[注釈 12][539]
- 10月14日 - Z.O.A（第2期）[540]
- 11月4日 - 真っ白なキャンバス[541]
- 11月30日 - ×純文学少女歌劇団[542]
- 12月31日 - Love Harmony's, Inc[543]

### 引退
- 3月31日 - 小森まなみ[544][545]
- 6月10日 - 新沼希空（つばきファクトリー）※グループ卒業と同時に芸能活動も引退[546][227]
- 8月19日 - 掛橋沙耶香（乃木坂46）[注釈 13] ※グループ卒業と同時に芸能活動も引退[547]
- 11月28日 - 川村文乃（アンジュルム）※グループ卒業と同時に芸能活動も引退[282][548][549]
- 12月30日 - 井上道義[550][551]
- 12月31日 - 向井葉月（乃木坂46）※グループ卒業と同時に芸能活動も引退[552]

### 脱退（卒業）
- 1月8日 - Sexy Zoneの中島健人が、同年3月31日をもってグループを卒業することを発表[553]。
- 1月10日
  - 山崎夏菜（虹のコンキスタドール）[554]
  - 齋藤陽菜（AKB48）[555]
- 1月12日 - 浅尾桃香（NMB48）[556]
- 1月13日
  - 空野青空（でんぱ組.inc）
  - 椿空昏（椿宝座）[557]
  - クリティカル・サキ（24emotions）[558]
- 1月19日 - 茂木忍（AKB48）[559]
- 1月21日 - 大竹ひとみ（AKB48）[560]
- 1月28日 - 本田仁美（AKB48）[561]
- 1月31日
  - ko-hei（Nicori Light Tours）[562]
  - 大塚望由（虹のコンキスタドール）[554]
  - 浅井七海（AKB48）[563]
  - 大谷悠妃（SKE48）[564]
  - 竹内ななみ（SKE48）[565]
- 2月1日 - 小林由依（櫻坂46）[566][567]
- 2月2日 - MASATO、呼太郎（UCHUSENTAI:NOIZ）[568]
- 2月10日
  - 石田成美（Homecomings）[569]
  - 篠崎彩奈（AKB48）[570]
- 2月15日 - 大西桃香（AKB48）[571]
- 2月18日 - 前田令子（NMB48）[572]
- 2月20日 - 馬嘉伶（AKB48）[573]
- 2月23日 - 佐々木優佳里（AKB48）[574]
- 2月25日 - 下口ひなな（AKB48）[575]
- 3月1日 - 一岡伶奈（BEYOOOOONDS）[576][注釈 14]
- 3月17日 - 阿部（南無阿部陀仏）[578]
- 3月24日 - 川井わか（nuance）[579]
- 3月29日 - 峰島こまき（ナナランド）
- 3月30日 - まつり（ゆるめるモ!）[580]
- 3月31日
  - 中島健人（Sexy Zone）[581]
  - 今村美月（STU48）
  - 勇翔（BOYS AND MEN）[582]
  - 谷真理佳（SKE48）[583]
  - DJ銀太（Repezen Foxx）[584][注釈 15]
- 4月4日 - 岡部麟（AKB48）[587]
- 4月5日 - 齊藤京子（日向坂46）[588]
- 4月7日 - 立仙百佳（STU48）[589][590]
- 4月20日 - 沖侑果（STU48）[591]
- 4月23日 - 小田えりな（AKB48）[592]
- 4月26日 - 山本光（NMB48）[593]
- 4月29日 - 鈴木彩夏（STU48）[594]
- 4月30日
  - 福士奈央（SKE48）[595]
  - 柏木由紀（AKB48）[596][597]
  - GENERATIONSおよびEXILEの関口メンディーが、同年6月25日をもってグループを脱退し、所属事務所LDHを退社することを発表[598]。
- 5月1日 - 岩田陽菜（STU48）[599]
- 5月12日 - 山下美月（乃木坂46）[600][323]。卒業コンサートを東京ドームで開催[323]。山下は、12日の2日目公演をもって約7年半のグループ活動に幕を下ろした[601]。卒業後は一時休養を取り、その後も芸能活動を継続する[602]。
- 5月15日 - 橘ひなり（Party chuuuN!）[603][604]
- 5月19日 - DJまる（Repezen Foxx）[605]
- 5月30日 - 谷口めぐ（AKB48）[606][607]
- 6月5日 - 橋本珠里、早藤李紗、吉原琉音（新生ラストアイドル）[608]
- 6月11日 - スギヤマリョーマ（Blue Mash）[609]
- 6月14日 - 植村あかり（Juice=Juice）[610][611][231]
- 6月15日 - 早川夢菜（NMB48）[612][注釈 16]
- 6月18日 - でんでん（OKOJO）[614]
- 6月19日 - 佐々木莉佳子（アンジュルム）[615]
- 6月25日 - 関口メンディー（GENERATIONS、EXILE）[598][616]
- 6月27日 - 山﨑夢羽（BEYOOOOONDS）[617]
- 6月30日
  - 川嶋美晴[618]、北野瑠華[619]、髙畑結希[620]（SKE48）
  - 岩永洋昭（純烈）[注釈 17]
- 7月1日 - 佐藤美波（AKB48）[623]
- 7月4日 - 高本彩花（日向坂46）[624][625]
- 7月13日（表明日）- 首藤義勝（KEYTALK）[注釈 18][627]
- 7月15日 - 阪口珠美（乃木坂46）[628][629]
- 7月17日 - 清宮レイ（乃木坂46）[630][629]
- 7月21日 - 山下エミリー（HKT48）[631]
- 7月28日 - 山崎はる、遠山杏子（Party chuuuN!）[603]
- 7月29日 - 水湊みお（#ババババンビ）[注釈 19][633]
- 8月31日[注釈 20] - 林美澪（SKE48）[635][636]
- 9月21日 - 佐賀龍彦（LE VELVETS）[637][638]
- 9月30日[注釈 21] - 水野愛理（SKE48）[640]
- 10月13日 - スンハン（RIIZE）[641]
- 10月17日 - 桑原彰（RADWIMPS）[642]
- 11月10日 - カレン（ClariS）[643]
- 11月25日 - 星名美怜（私立恵比寿中学）[644][645]
- 11月30日[注釈 22] - 青木詩織（SKE48）[647]
- 12月5日 - 濱岸ひより（日向坂46）[648]
- 12月6日 - 石田亜佑美（モーニング娘。'24）[649][650]
- 12月24日 - 加藤史帆（日向坂46）[651]
- 12月27日 - 荒巻美咲（HKT48）[652]
- 12月31日
  - 斉藤真木子（SKE48）[653]
  - 東村芽依、丹生明里[654]（日向坂46）

所属事務所からの退所、独立など
- 2月22日 - KinKi Kidsの堂本剛が、同年3月31日をもってSMILE-UP.（旧・ジャニーズ事務所）を退所することを発表[655]。なお、KinKi Kidsとしての活動は続行することとした[656]。
- 3月19日 - GReeeeNが、所属事務所との契約期間を満了し、新会社設立と共に、グループ名を「GRe4N BOYZ」（グリーンボーイズ）に改名することをYouTubeを通じて発表した[657]。
- 4月10日 - 嵐が、メンバー5人の連名で新会社を設立したことをSTARTO ENTERTAINMENTの公式サイトにて発表した[658]。
- 5月16日 - 嵐の松本潤が、STARTO ENTERTAINMENTから同月30日をもって独立することを、有料会員サイトを通じて発表した[659][660]。嵐のメンバーとしてのエージェント契約は継続する[660]。同社と契約を結んだタレントが独立するのは、松本が初のケースとなる[661]。
- 5月23日 - King & Princeが、ファンクラブサイトに動画を投稿し、グループとしての新会社「King & Prince株式会社」を設立したこと、STARTO ENTERTAINMENTとグループとしてエージェント契約を結んだことをそれぞれ発表した[662]。

## 逮捕
| 逮捕日   | 氏名（所属グループ名）           | 逮捕容疑（経過、判決等）                                                                              |
| -------- | -------------------------------- | --- |
| 1月11日  | luz                              | 麻薬及び向精神薬取締法違反（所持及び使用）容疑（懲役1年8か月、執行猶予3年、所属レコード会社契約解除） |
| 4月22日  | RYO the SKYWALKER                | 大麻取締法違反（所持）容疑                                                                            |
| 5月31日  | ぷす（ツユ）                     | 殺人未遂容疑（8月30日付で不起訴処分、釈放）                                                           |
| 10月1日  | 末武竜之介（KUZIRA）             | 大麻取締法違反（所持）容疑（懲役1年、執行猶予3年）                                                    |
| 11月30日 | 孫GONG（ジャパニーズマゲニーズ） | 恐喝未遂容疑                                                                                          |
| 12月4日  | RYKEY DADDY DIRTY                | 建造物侵入容疑                                                                                        |

## 改名・表記変更
- 1月18日 - NCT NEW TEAM → NCT WISH[671]
- 1月19日 -（ブライアン新世界 →）BRIAN SHINSEKAI → ブライアン新世界（再改名）[672]
- 2月4日 - 関ジャニ∞ → SUPER EIGHT[673][674]
- 3月17日 - 南無阿部陀仏 → ナムアベ ※5月22日にバンドのXアカウントで改名撤回を表明[675]
- 3月19日 - GReeeeN → GRe4N BOYZ[657]
- 3月31日 - Sexy Zone → timelesz[676][677]
- 4月1日 - Sexy Zoneが、グループ名をtimelesz（タイムレス）に改名[677]。
- 5月3日 - millennium parade → MILLENNIUM PARADE[678]
- 6月21日 - 新生ラストアイドル → my fav[679]
- 11月7日 -（彼女のサーブ&レシーブ → ）カノサレ → 彼女のサーブ&レシーブ（再改名）[680]
- 12月31日 - KinKi Kidsが公式YouTubeチャンネルにおいて、2025年夏頃をめどにユニット名を「DOMOTO」に改名することを発表[681][682]。

## 死去
- 1月1日 - 冠二郎[683]
- 1月4日 - デヴィッド・ソウル[注釈 23][684]
- 1月11日 - 小金沢昇司[685]
- 1月16日 - 先名信勝[注釈 24][686]
- 1月18日 - 稲垣次郎[687]
- 1月20日
  - 伊丸岡亮太（元GOOD ON THE REEL）[688]
  - 南部虎弾（電撃ネットワーク）[689]
- 1月23日 - 江戸京子[690]
- 2月2日 - ウェイン・クレイマー（MC5）[691]
- 2月5日 - トビー・キース[692]
- 2月6日
  - 小澤征爾[693]
  - 山北由希夫[694]
- 2月9日 - ダモ鈴木（元Can）[695]
- 2月15日 - 小林正樹（内山田洋とクール・ファイブ）[696]
- 2月16日 - 吉田彰（チューリップ初代メンバー）[697]
- 2月23日 - 新沙洞の虎[注釈 25][698]
- 2月24日 - 仲宗根美樹[699]
- 3月3日 - 篠原眞[700]
- 3月4日 - TARAKO[注釈 26][701][702]
- 3月6日 - 峯陽[703]
- 3月12日[注釈 27] - エリック・カルメン[704]
- 3月13日[注釈 27] - ピンキー青木（ザ・ファントムギフト）[705]
- 3月23日 - マウリツィオ・ポリーニ[706]
- 3月24日 - 渡辺文男[注釈 28][707]
- 4月7日 - 亀川千代（元ゆらゆら帝国）[708]
- 4月11日
  - サン村田[注釈 29][709][710]
  - パク・ボラム（朝鮮語版）[711]
- 4月12日 
  - 佐川満男[712]
  - 葵わか葉[713]
- 4月15日 - REITA（the GazettE）[714]
- 4月18日 - ディッキー・ベッツ（オールマン・ブラザーズ・バンド）[715]
- 4月21日 - フジコ・ヘミング[716]
- 4月26日 - take4[717]
- 5月3日 - 吉村たくみ（a SO-VIVA）[718]
- 5月6日 - 管弘典（壬生狼）[719]
- 5月7日 - 小宮守（COCKROACHEEE'z）[720]
- 5月9日 - ダディ竹千代（加治木剛、ダディ竹千代&東京おとぼけCATS）[注釈 30][721]
- 5月12日 
  - デイヴィッド・サンボーン[722]
  - くぅ（村上蔵馬[注釈 31]、NEE）[723][724]
- 5月14日 - キダ・タロー[725]
- 5月18日 - ジョン・ワイサッキー（元ステインド）[726]
- 5月21日 
  - ヤン・A・P・カチュマレク[727]
  - YASS（LORAN）[728]
- 5月22日 - 真島茂樹[注釈 32][729]
- 5月25日 - リチャード・シャーマン[730]
- 5月28日 - 高久光雄[注釈 33][731]
- 6月1日 - 野崎俊夫[注釈 34][732]
- 6月6日 - 門倉有希[733]
- 6月8日 - マーク・ジェイムズ（英語版）[734]
- 6月10日 - 福岡風太[注釈 35][735]
- 6月11日 - フランソワーズ・アルディ[736][737]
- 6月13日 - アンジェラ・ボフィル（英語版）[738]
- 6月15日 - PILL[注釈 36]（Lip Cream、G-ZETなど）[739]
- 6月17日 - 花岡献治（憂歌団）[740]
- 6月18日 - ジェームス・チャンス（ザ・コントーションズ）[741]
- 6月20日 - 松乃家扇鶴[注釈 37][742]
- 6月24日 - シフティ・シェルショック（英語版）（クレイジー・タウン）[743]
- 6月28日 - マキノ正幸[注釈 38][744]
- 6月30日 - 渡辺勝（元はちみつぱい）[745]
- 7月2日 - 浜畑賢吉[注釈 39][746]
- 7月5日 - GONGON（元B-DASH）[747]
- 7月15日 - ヒョンチョル[748]
- 7月21日 - 湯浅譲二[749]
- 7月22日 
  - アブドゥル・ファキール（英語版）（フォー・トップス）[750]
  - ジョン・メイオール（ジョン・メイオール&ザ・ブルースブレイカーズ）[751]
- 7月26日 - 園まり[752]
- 8月3日 - アントニオ・メネセス[753]
- 8月4日 - ミゲル・アンヘル・ゴメス・マルティネス[754]
- 8月7日 - ジャック・ラッセル（英語版）（ジャック・ラッセルズ・グレイト・ホワイト）[755]
- 8月17日 - 高石ともや[756]
- 8月20日 - 早川正昭[757]
- 8月23日 - ラッセル・マローン[758]
- 9月3日 - ピーコ（おすぎとピーコ）[注釈 40][759]
- 9月4日 - イ・テグン[760]
- 9月5日 - セルジオ・メンデス[761][762]
- 9月6日 - 黒澤博（ヒロシ&キーボー）[763][764]
- 9月8日 - 川添象郎[注釈 41][765]
- 9月10日 - 敏いとう（敏いとうとハッピー&ブルーリーダー）[766]
- 9月12日 
  - 鹿嶌武臣（ボニージャックス）[767]
  - 田中信昭[注釈 42][768]
- 9月15日[注釈 43] - ティト・ジャクソン（ジャクソン5）[769]
- 9月17日 - J.D.サウザー[770]
- 9月20日 - さユり[771]
- 9月28日 - クリス・クリストファーソン[772]
- 9月29日 - 大山のぶ代[注釈 44][773]
- 10月2日 - ローレンス・ダニエルズ[774]
- 10月4日 - 猪俣猛[775]
- 10月13日 - リビー・タイタス[776]
- 10月16日 
  - リアム・ペイン（One Direction）[777]
  - マス宮尾（宮尾益実、宮尾すすむと日本の社長）[778]
- 10月17日 - 西田敏行[779]
- 10月18日 - 木村昇（別名：ハーリー木村・HARRY、元TALIZMAN）[780][781]
- 10月23日 - ジャック・ジョーンズ[782]
- 10月25日 - フィル・レッシュ（グレイトフル・デッド）[783]
- 10月27日 - kaito（カイト、Wizard）[784]
- 11月3日 - クインシー・ジョーンズ[785]
- 11月4日 - 長田暁二[注釈 45][786]
- 11月8日 - 岡宏（別名：BOSS★岡、「岡宏とクリアトーンズ」バンドマスター）[787]
- 11月12日 
  - ロイ・ヘインズ[788]
  - 北の富士勝昭[注釈 46][789]
- 11月13日 - 谷川俊太郎[注釈 47][790]
- 11月16日 - 明田川荘之[791]
- 11月17日 - 牧野正人[792]
- 11月19日 - グラシェラ・スサーナ[注釈 48][793][794]
- 11月26日 - 河村俊秀（ペトロールズ）[795]
- 11月28日[注釈 27] - ジュリアーノ勝叉（勝叉隆一、元米米CLUB）[796]
- 12月6日 - 中山美穂[注釈 49][797]
- 12月11日 - 間宮芳生[798]
- 12月16日[注釈 27] - ザキール・フセイン[注釈 50][799][800]
- 12月26日 - 蒔田尚昊（別名：冬木透）[801]
- 12月28日 - 鈴木央紹（Yuji Ohno & Lupintic Six、原朋直グループなど）[802]